# کارل لیونهارت
کارل لیونهارت (آلمانی: Karl Leonhard؛ ‏ ۲۱ مارس ۱۹۰۴ – ۲۳ آوریل ۱۹۸۸) روان‌پزشک و استاد دانشگاه اهل آلمان بود. بیشتر فعالیت‌های وی در زمینهٔ روان‌شناسی، روان‌درمانی، علوم اعصاب رفتاری و ارتباط غیرکلامی بود. وی از شاگردان و همکاران کارل کلایست بود و این دو با هم، یک سیستم پیچیدهٔ طبقه‌بندی و بیماری‌شناسی برای اختلالات سایکوزی به نام «سیستم طبقه‌بندی روان‌پریشی کلایست-لیونهارت» ابداع کردند.
او از سال ۱۹۵۷، رئیس دپارتمان روانپزشکی بیمارستان شاریته شد.

## زندگی
او به عنوان ششمین فرزند از یازده فرزند در ادلسفلد در بایرن به دنیا آمد و پدرش وزیر پروتستان بود. تحصیلات پزشکی او (در ارلانگن، برلین و مونیخ) در سال 1928 به پایان رسید و او به عنوان پزشک در بیمارستان های روانپزشکی ارلانگن، سپس یک سال بعد در گابرزی و از سال 1936 فرانکفورت آم ماین، که آخرین بار توسط کارل کلایست فراخوانده شد، کار کرد. در طول دوره رایش سوم، برای نجات بیمارانش از کشته شدن با استفاده از برنامه اتانازی T-4، تشخیص هایی را که بیمار را به خطر می انداخت، متوقف کرد.
او در سال 1944 در فرانکفورت استاد شد و در سال 1954 به استادی در ارفورت در منطقه شوروی آلمان رسید. در سال 1957 مدیر بخش روانپزشکی یک بیمارستان خیریه مرتبط با دانشگاه هومبولت در برلین شرقی شد. او در دهه 1960 می‌خواست به آلمان غربی برگردد، اما مقامات آلمان شرقی اجازه ندادند. به عنوان غرامت، او حمایت بیشتری برای کار علمی خود دریافت کرد. در طول زندگی خود با بیش از 2000 بیمار روان پریش مصاحبه کرد و در آخرین مورد با دکتر سیگلند فون تروستورف مصاحبه کرد. او در سال 1988 در برلین شرقی درگذشت.
به گفته هلموت بکمن ویراستاران مجلات غربی مقالات او را رد کردند زیرا «آنها با رویه استاندارد روانپزشکی انگلیسی-آمریکایی مطابقت نداشتند و همچنین به این دلیل که او مسیر خود را که برگرفته از یافته‌هایش بود، بدون مصالحه دنبال می‌کرد. " بیشتر آثار او به انگلیسی ترجمه نشد. با این حال، خلاصه‌ای از دیدگاه‌های لیونهارد توسط فرانک فیش در کتاب «اسکیزوفرنیا» در سال 1962 (ویرایش دوم 1976) و «آسیب‌شناسی روانی بالینی» در سال 1967 (ویرایش دوم 1985) گنجانده شد. که در زمان خود بسیار خوانده می شدند، هر چند که مطالب آن را نمی فهمیدند.
امروزه تشخيص بيماران روان پريشي و بيماران رواني يا دیگر بيماران معمولاً با معيارهاي ICD يا DSM انجام مي شود. روان پریشی به‌طور کلی به عنوان یک اختلال عاطفی (مانند افسردگی روان پریشی)، یک اختلال روان پریشی (مانند نوع کاتاتونیک اسکیزوفرنی) یا مخلوطی از هر دو نوع ظاهر می شود، همان‌طور که در اختلال اسکیزوافکتیو مشهود است.

## طبقه بندی روان پریشی نوشته لیونهارد
لیونهارد به دلیل طبقه‌بندی روان‌پریشی‌اش، بر اساس کار گروهی شامل خود، مربی‌اش کارل کلایست و هم‌کلاس دانشجوی کلیست، اددا نیل، شناخته شده است. این طبقه بندی گاهی اوقات به عنوان سیستم طبقه بندی کلیست-لیونارد نیز نامیده می شود.

### تصاویر بالینیروان پریشیفازیک (بدون سایکوز سیکلوئید)
- بیماری شیدایی- افسردگی
- مالیخولیا خالص و شیدایی خالص

مالیخولیا خالص
شیدایی خالص
- افسردگی های ناب و سرخوشی های خالص

افسردگی های خالص
افسردگی تحریک شده
افسردگی هیپوکندریال
افسردگی خود شکنجه شده
افسردگی مشکوک
افسردگی بی تفاوت
- سرخوشی های ناب

سرخوشی غیرمولد
سرخوشی هیپوکندریال
سرخوشی عالی
سرخوشی محرمانه
سرخوشی بی تفاوت
- روان پریشی سیکلوئید

روان پریشی اضطراب-شادی
روان پریشی گیجی هیجان زده-مهار
روان پریشی حرکتی هیپرکینتیک
- اسکیزوفرنی های غیر سیستماتیک

پارافرنی عاطفی
کاتافازی (اسکیزوفازی)
کاتاتونی دوره ای
- اسکیزوفرنی های سیستماتیک

اسکیزوفرنی های ساده سیستماتیک
فرم های کاتاتونیک
کاتاتونی پاراکینتیک
کاتاتونیای رفتاری
کاتاتونیا پروسکینتیک
کاتاتونی منفی
سخنرانی سریع کاتاتونیا
کاتاتونیای تنبل
اشکال هبفرنیک
هبیفرنیای احمقانه
هبفرنی غیرعادی
هبفرنی کم عمق
هبفرنی اوتیسم
فرم های پارانوئید
پارافرنی هیپوکندریک
پارافرنیا آوایی
پارافرنیا غیر منسجم
پارافرنیا فوق العاده
پارافرنیا confabulatory
پارافرنیا گسترده
- اسکیزوفرنی های سیستماتیک ترکیبی

کاتاتونیای سیستماتیک ترکیبی
هبفرنی های سیستماتیک ترکیبی
پارافرنیاهای سیستماتیک ترکیبی
- اسکیزوفرنی های اولیه دوران کودکی[۱]

## کتاب ها
- Die defektschizophrenen Krankheitsbilder, Leipzig: Thieme 1936
- Classification of Endogenous Psychoses and their Differentiated Etiology, 2nd edition edited by Helmut Beckmann. New York/Wien: Springer-Verlag 1999 ISBN 3-211-83259-9
- Der menschliche Ausdruck in Mimik, Gestik und Phonik, Leipzig: Barth 1969 - 3 Aufl. Wuerzburg 1997.[۱]